# Lingyuanosaurus sihedangensis
Lingyuanosaurus sihedangensis es la única especie conocida del género extinto Lingyuanosaurus de dinosaurio terópodo tericinosaurio que vivió a mediados del período Cretácico, entre 133 a 120 millones de años, desde el Barremiense al Aptiense en lo que es hoy Asia. Solo se conoce a una especie, L. sihedangensis encontrado dentro de una capa del Grupo Jehol. Aunque para los descriptores fue un tericinosaurio basal, según Mickey Mortimer, Lingyuanosaurus pudo haber sido un oviraptorosaurio.